# Das Ich
Das Ich é uma banda alemã formada em 1989.
O grupo, formado por Stefan Ackermann e Bruno Kramm, alcança um crescente público com sua forma de música eletrônica gótica. Eles foram um dos fundadores do movimento no começo dos anos 90, que era chamado de "Neue Deutsche Todeskunst". O termo alemão das Ich faz referência à psicologia de Sigmund Freud.

## História
O seu primeiro álbum, Die Propheten, foi lançado na Alemanha em  1991, vendendo cerca de 30 mil cópias. Um de seus posteriores álbuns, Egodram (lançado em 1997) é considerado mais dançante que seus primeiros trabalhos. Em 1999 eles lançaram um álbum de remixes, o Re-Laborat, que incluia trabalho feito por outras bandas de electro-industrial. Em 2000 eles lançaram um álbum com músicas para Gottfried Benn, enquanto Bruno Kramm lançou seu trabalho solo: Coeur.
Em 2001, Das Ich lançou o álbum Antichrist, que é uma crítica ao mundo político. Em 2002 o Best Of Album Relikt foi lançado. Em 2004 surgiu o álbum duplo LAVA:glut e LAVA:asche, e em 2006 lançaram um álbum duplo adicional, Cabaret e Varieté, e um novo DVD, Panopticum.
A banda é famosa pelo mundo todo, que admira sua técnica única, e eles fazem concertos em países como EUA, Rússia, Israel, Argentina, México, Japão e Brasil.
Danse Macabre Records está para lançar um novo álbum de Das Ich em 27 de Abril, chamado "Addendum". Será um disco duplo com gravações dos 20 anos da banda que não estiveram disponíveis ainda.
Eles fizeram a trilha sonora do filme Das Ewige Licht, dirigido e produzido por Hans Helmut Haessler.

## Membros

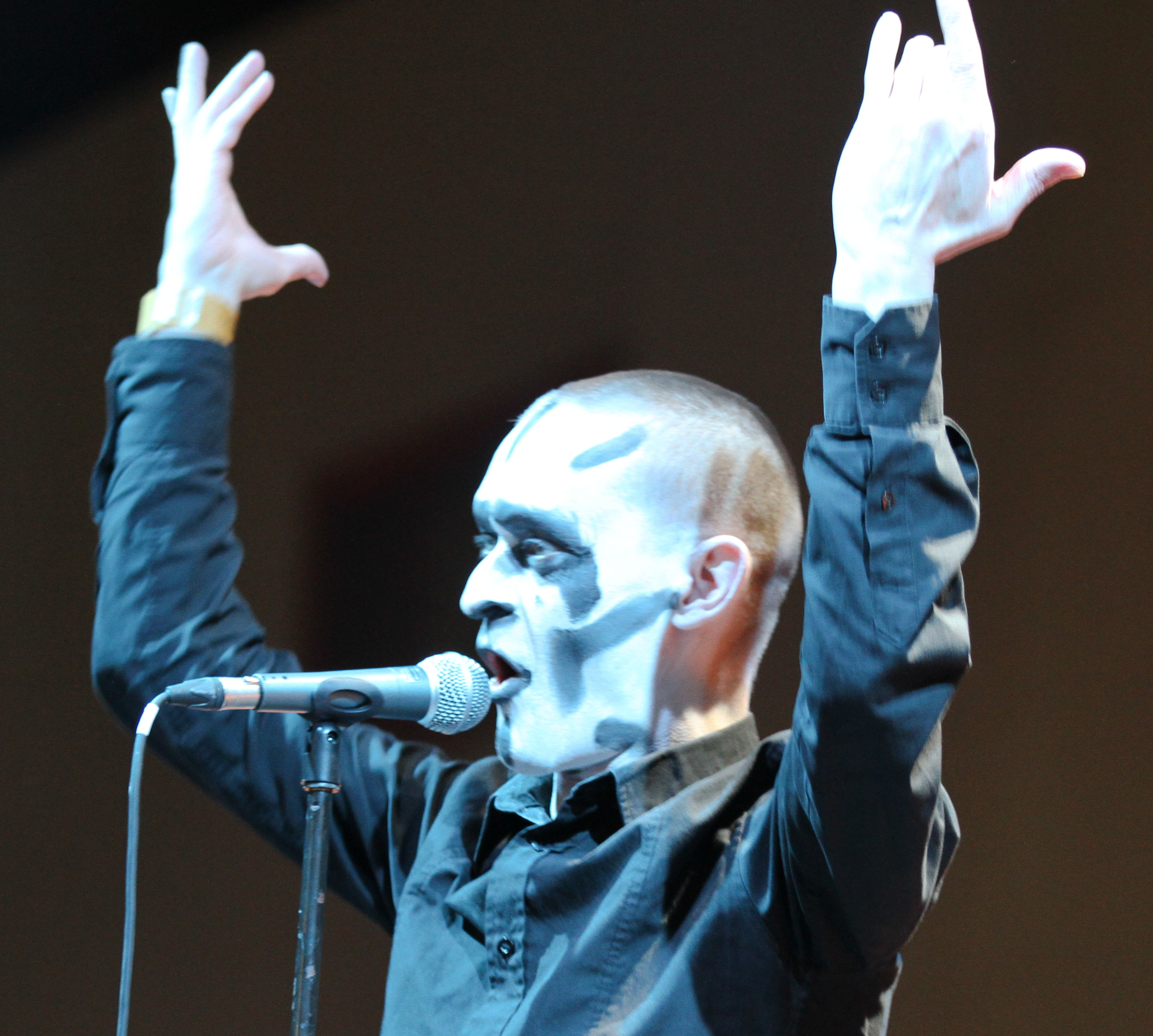
Stefan Ackermann (Wave-Gotik-Treffen 2013)

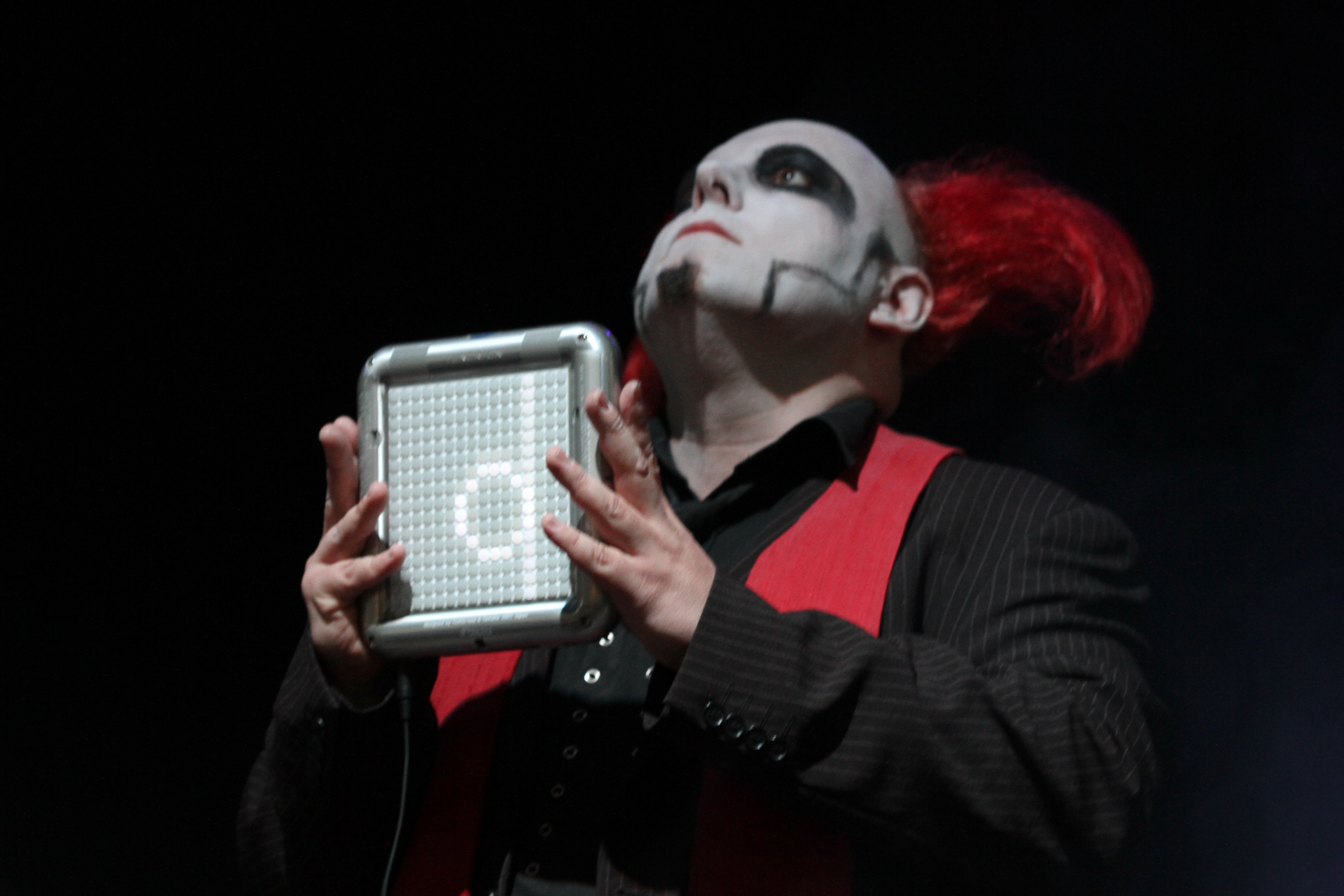
Bruno Kramm (WGT 2013)

- Stefan Ackermann: vocalista, compositor
- Bruno Kramm: músico, backing vocal

### Membros Ao Vivo

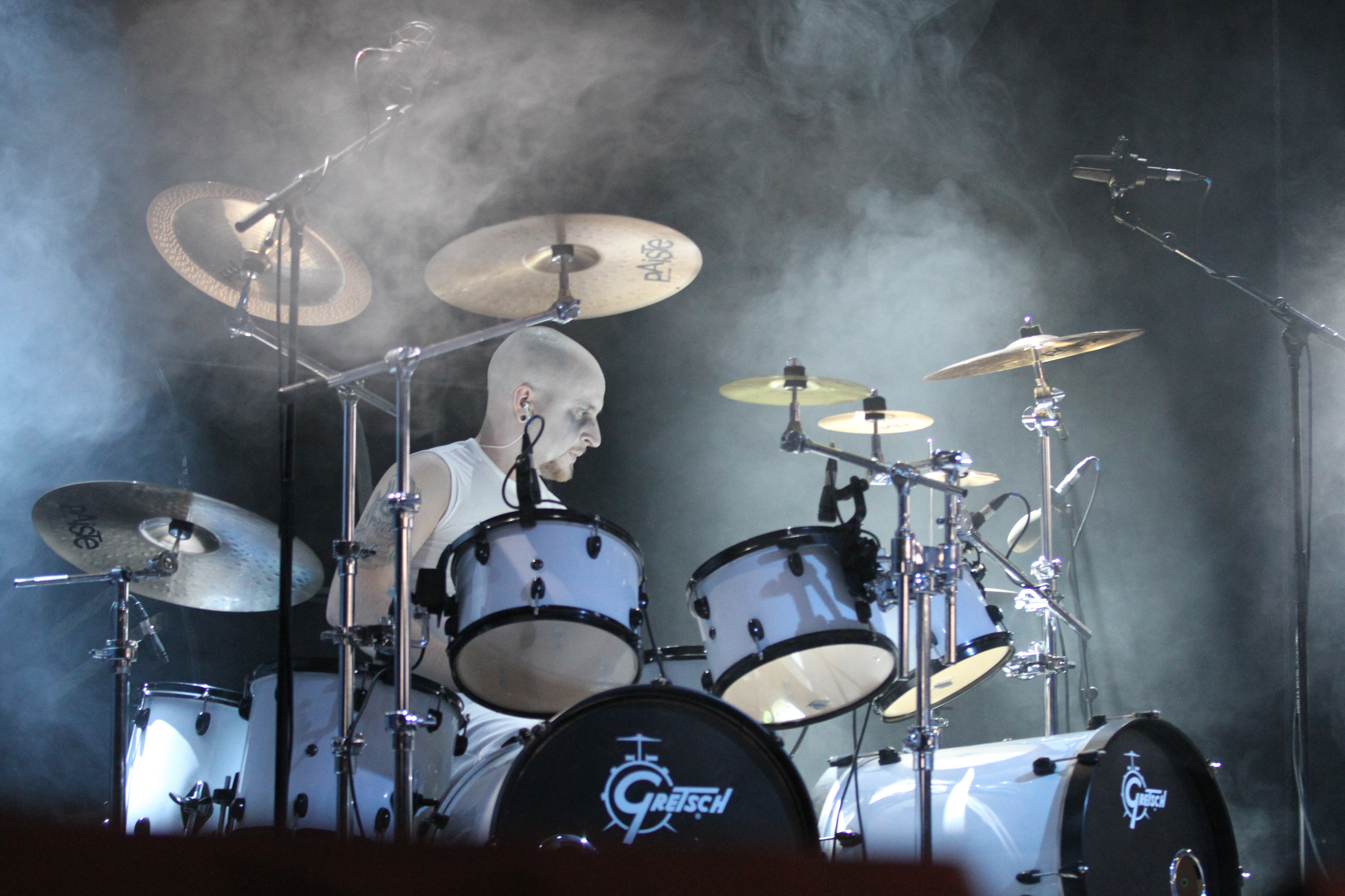
Stephan Hauer (WGT 2013)

- Stefan Siegl: de 2006
- Kain Gabriel Simon: de 2000
- Daniel Galda: de 1994 a 1999
- Chad Blinman: de 1994 a 1996
- Jakob Lang: de  1998 a 1999
- Michael Schmid: de 1999 a 2000
- Ringo Müller: de 2006

## Discografia
- 1990: Satanische Verse (MC)
- 1991: Die Propheten (LP)
- 1993: Stigma (MCD)
- 1994: Staub (LP)
- 1995: Feuer (Live-LP)
- 1995: Die Liebe (com banda Atrocity, LP)
- 1996: Das innere Ich (Trilha Sonora-LP)
- 1996: Kindgott (MCD)
- 1997: Egodram (LP)
- 1997: Destillat (MCD)
- 1998: Morgue (LP) (neste álbum, "Das Ich" utilizou letras de "Morgue und andere Gedichte", de Gottfried Benn, 1912.
- 1999: Re Kapitulation (LP)
- 2000: Re Laborat (Remix-LP)
- 2002: Antichrist (LP)
- 2002: Momentum (VCD/DVD)
- 2003: Relikt (LP)
- 2004: LAVA:glut (LP)
- 2004: LAVA:asche (Remix-LP de Lava:glut)
- 2006: Cabaret (LP)
- 2006: Varieté (Remix-LP de Cabaret)
- 2006: Panopticum (DVD)
- 2007: Alter Ego (LP)
- 2000: Coeur (CD) (projeto solo de Kramm)